# Institut luxembourgeois de recherches sociales et d'études de marchés
L'Institut luxembourgeois de recherches sociales et d'études de marchés, ou simplement Ilres ou ILRES, est une entreprise de sondages luxembourgeoise, créée en 1978. Ilres est aujourd'hui l'une des premières sociétés d'études marketing et d'opinion au Luxembourg.
ILRES travaille pour des client publics (Commission européenne, ministères luxembourgeois, etc.) et des clients privés (Audi, Statec, etc.).
L'entreprise effectue ses sondages de 3 manières différentes, en face à face, par téléphone ou en ligne à travers leur base de répondants volontaire MyPanel :
- CAPI : Computer Assisted Personnal Interview[3]
- CATI : Computer Assisted Telephone Interview[3]
- CAWI : Computer Assisted Web Interview[3]

## Histoire
L'ILRes est fondé en 1978par Louis Mevis et sa femme.
L'ILRes est intégré au groupe international d'études marketing et de sondage TNS après que celui-ci soit devenu actionnaire majoritaire. Il est renommé TNS Ilres en 2005.
L'institut est intégré à l'entreprise britannique d’études de marchés Kantar en 2008, lorsque TNS est rachetée par Kantar.
En 2011, Louis Mevis quitte l'entreprise, au profil d'une nouvelle équipe de direction.
En 2019, TNS est dissoute par Kantar, qui devient actionnaire majoritaire d'ILRES. La société prend le nom de Kantar ILRES.
En 2022, Kantar perd son statut d'actionnaire majoritaire, et ILRES redevient pleinement indépendant.

## Organisation
Ilres est organisé en 5 départements principaux, qui gèrent les différents aspects de la procédure de création, de déploiement et d'analyse des sondages:
- Département de direction, gérant les finances et le plan budgétaire, mais aussi la partie légale et juridique, notamment sur le traitement et la sécurité des données;
- Département CFS (Client Facing Service), qui coordonne les opérations, prépare et/ou corrige les questionnaires avec le client, analyse les résultats d'enquêtes, synthétise les résultats, et les présente au client;
- Département IT/DP, s'occupant des enquêtes de type CAWI, mais aussi de la cybersécurité, du codage des programmes internes, de la gestion des serveurs et des bases de données, et de l'encodage des données brutes;
- Département Call Center, s'occupant des enquêtes de type CATI par téléphone;
- Département F2F (Face to Face), s'occupant des enquêtes de type CAPI et des discussion de groupes (enquêtes qualitatives).

En fonction des projets, Ilres embauche de manière régulière des intérimaires ou des freelances pour les enquêtes de type CAPI ou CATI. Ces derniers reçoivent des formations en amont, les préparant au travail sur le terrain.

## Fonctionnement
ILRES réalise des enquêtes dites "quantitatives" en utilisant les 3 méthodologies d'enquêtes principales CAPI, CATI et CAWI. L'entreprise réalise également des enquêtes dites "qualitatives", sur des échantillons plus restreints.

### Enquêtes CATI
La méthode CATI (Computer-Assisted Telephone Interviewing) consiste en la réalisation d’enquêtes téléphoniques assistées par ordinateur.
Un programme automatique tourne en arrière-plan, en appelant plusieurs numéros à la fois. Dès qu’un des numéros appelés décroche, il est immédiatement mis en contact avec un enquêteur  installé dans le Call Center.
Celui-ci lit les questions affichées sur l'écran devant lui et encode manuellement les réponses données par la personne interrogée.
Une fois l’entretien terminé, l’enquêteur demande à la personne au téléphone si elle utilise Internet et si elle serait prête à rejoindre la plateforme en ligne d'ILRES MyPanel. Si oui, il lui demande et encode son adresse e-mail, et conclut l’entretien.

### Enquêtes CAWI
La méthode CAWI (Computer-Assisted Web Interviewing) consiste en la réalisation d’enquêtes et de sondages en ligne. Pour cela, ILRES utilise sa plateforme MyPanel, avec près de 18 000 inscrits en 2025.
Lorsqu'une enquête est réalisée, des e-mails sont automatiquement envoyés à un certain échantillon d'inscrits. Ces derniers peuvent alors suivre un lien qui les mène au questionnaire en ligne, qu'ils sont libres de faire ou non.
À l'issue du questionnaire, les répondants reçoivent une somme d'argent proportionnelle au temps passé à répondre aux questions (généralement entre 5 et 10 euros).
Cette méthodologie est la plus simple et la plus économique, permettant d'obtenir un nombre conséquent de réponses en un court laps de temps sans avoir à payer d'intérimaires. Néanmoins, les réponses sont souvent approximatives, et les questionnaires peuvent ne pas être faits correctement.

### Enquêtes CAPI
La méthode CAPI (Computer-Assisted Personal Interviewing) consiste en la réalisation d'enquêtes en présentiel ; un enquêteur présent sur place s'occupe de mener l'enquête. Il s'agit là de la méthode donnant les résultats les plus fiables, de par la présence sur place d'un enquêteur. En revanche, c'est aussi la plus chère, nécessitant beaucoup de personnel et de temps.
Dans certains cas, un ou plusieurs enquêteurs, dotés de tablettes, font du porte-à-porte en quadrillant une zone bien précise, avec des itinéraires étudiés en amont.
Certains ménages peuvent refuser de participer, d'autres fixer un rendez-vous pour une autre date. Si le ménage accepte de participer tout de suite, l'enquêteur rentre dans la maison ou l'appartement. Il peut encoder les réponses au questionnaire lui-même, ou prêter sa tablette au répondant.
Dans d'autres cas, le ou les enquêteurs sont envoyés dans des lieux publics à haute fréquentation, où ils vont essayer d'interroger un maximum de personnes.
Les enquêteurs sont des intérimaires ou des indépendants, payés au nombre de personnes interrogées. Ils suivent une formation en amont pour chaque enquête, afin de connaître le questionnaire, les enjeux de l'enquête et son déroulement.
Pour certaines enquêtes spécifiques, ILRES peut utiliser des "clients mystères"; un enquêteur, déguisé, enquête sur les performances  du personnel au sein d'une entreprise.

### Études qualitatives
Les études qualitatives correspondent à l'étude des opinions et des impressions d'un petit échantillon sur un produit ou un service.
Pour cela, on réunit un petit groupe de personnes (4-10), souvent des inscrits sur MyPanel contactés par e-mail. Un animateur va alors pousser ces personnes à donner leur opinion sur le produit/service d'une entreprise (qui est le client).
Ces séances peuvent durer plusieurs heures, et sont filmées, afin que des analystes puissent ensuite produire et présenter des résultats au client à partir de ce qui a été dit lors de l'enquête.
Ce type d'étude permet d'obtenir des résultats plus précis et détaillés, bien que l'échantillon soit plus petit. Elles sont souvent commandées par des entreprises se préparant à lancer un produit/service, ou désirant des retours d'expérience détaillés.

## Concurrence
Plusieurs entreprises travaillent dans le même secteur qu'ILRES :
- Quest SA : plus sérieux concurrent d'ILRES, environ une dizaine d'employés,
- Artemis Information Management SA,
- Intelli+ Sàrl,
- Spire Global Luxembourg Sàrl,
- L'atelier,
- Société Luxembourgeoise de Statistique Asbl.